# Frohnhausen (Battenberg)
Frohnhausen (bis zur Eingemeindung Frohnhausen bei Battenberg) ist ein Stadtteil von Battenberg (Eder) im nordhessischen Landkreis Waldeck-Frankenberg.

## Geographie
Der Ort liegt in Nordhessen, am Nordwestrand der Wetschaft-Senke, am Fuße des zu den Sackpfeifen-Vorhöhen gezählten, 583 m über NHN hohen Kohlenberges.

## Geschichte

### Überblick
Der Ort wurde erstmals 1108 als Fronehusen urkundlich erwähnt. Der Name deutet auf eine grundherrschaftliche Gründung hin, was bedeutet, dass der Ort vermutlich erheblich älter sein könnte. Die ehemals dreischiffige Basilika stammt aus dem 12. Jahrhundert.
1363 ist Frohnhausen als eigenständiges Gericht bezeugt, das zunächst die Herren von Hohenfels, spätestens ab 1416 die Herren von Dersch als hessisches Lehen besitzen. Die Familie starb 1717 aus.
Die Statistisch-topographisch-historische Beschreibung des Großherzogthums Hessen berichtet 1830 über Frohnhausen:

„Frohnhausen (L. Bez. Battenberg) evangel. Pfarrdorf; liegt unweit der Eder, 2 St von Battenberg, hat 48 Häuser und 286 evangelische Einwohner. Auch findet sich hier 1 Mahl- und Oelmühle und 1 Pottaschesiederei. Die Viehzucht ist, begünstigt durch den starken Wiesenbau und durch die bedeutenden Strecken, die zur Waide dienen, beträchtlich und ist für die Bewohner fast der Hauptnahrungszweig.“

Im Zuge der Gebietsreform in Hessen wurde die bis dahin eigenständige Gemeinde Frohnhausen kraft Landesgesetz am 1. Januar 1974 in die Stadt Battenberg eingemeindet. Für Frohnhausen, sowie für alle ehemals eigenständigen Gemeinden und die Kerngemeinde, wurden ein Ortsbezirk mit Ortsbeirat und Ortsvorsteher eingerichtet.

### Ortsname
Die Ortsnamensendung -hausen lässt eine fränkische Besiedlung vermuten. Auch deutet der Name auf eine grundherrschaftliche Gründung hin, was bedeutet, dass der Ort vermutlich erheblich älter, als seine Ersterwähnung vermuten lässt, sein könnte.
Vor der Eingemeindung in die Stadt Battenberg (Eder) hieß Frohnhausen amtlich Frohnhausen bei Battenberg oder kurz Frohnhausen b. Battenberg oder Frohnhausen b. B. zur Unterscheidung von anderen Frohnhausens, insbesondere dem im selben Kreisgebiet gelegenen Frohnhausen b. Gladenbach. Neben der amtlichen existierten einige weitere Schreibweisen, wie Frohnhausen/Battenberg oder Frohnhausen (Battenberg). Die Schreibweisen mit Namenszusatz sind heute noch gelegentlich gebräuchlich.

### Territorialgeschichte und Verwaltung im Überblick
Die folgende Liste zeigt im Überblick die Territorien, in denen Frohnhausen lag, bzw. die Verwaltungseinheiten, denen es unterstand:
- um 1400 und später: Heiliges Römisches Reich, Kurfürstentum Mainz und Grafen von Battenberg
- ab 1464: Heiliges Römisches Reich, Landgrafschaft Hessen, Amt Battenberg
- ab 1567: Heiliges Römisches Reich, Landgrafschaft Hessen-Marburg, Amt Battenberg[10]
- 1604–1648: strittig zwischen Hessen-Kassel und Hessen-Darmstadt (Hessenkrieg)
- ab 1604: Heiliges Römisches Reich, Landgrafschaft Hessen-Kassel, Amt Battenberg
- ab 1627: Heiliges Römisches Reich, Landgrafschaft Hessen-Darmstadt, Oberfürstentum Hessen, Amt Battenberg[11]
- ab 1806: Rheinbund, Großherzogtum Hessen, Oberfürstentum Hessen, Amt Battenberg[12]
- ab 1815: Deutscher Bund, Großherzogtum Hessen, Provinz Oberhessen, Amt Battenberg
- ab 1821: Deutscher Bund, Großherzogtum Hessen, Provinz Oberhessen, Landratsbezirk Battenberg (Trennung zwischen Justiz (Landgericht Biedenkopf) und Verwaltung)
- ab 1832: Deutscher Bund, Großherzogtum Hessen, Provinz Oberhessen, Kreis Biedenkopf
- ab 1848: Deutscher Bund, Großherzogtum Hessen, Regierungsbezirk Biedenkopf
- ab 1852: Deutscher Bund, Großherzogtum Hessen, Provinz Oberhessen, Kreis Biedenkopf
- ab 1867: Norddeutscher Bund, Königreich Preußen, Provinz Hessen-Nassau, Regierungsbezirk Wiesbaden, Kreis Biedenkopf (übergangsweise Hinterlandkreis)[11]
- ab 1871: Deutsches Reich, Königreich Preußen, Provinz Hessen-Nassau, Regierungsbezirk Wiesbaden, Kreis Biedenkopf
- ab 1918: Deutsches Reich, Freistaat Preußen, Provinz Hessen-Nassau, Regierungsbezirk Wiesbaden, Kreis Biedenkopf
- ab 1932: Deutsches Reich, Freistaat Preußen, Provinz Hessen-Nassau, Regierungsbezirk Kassel, Landkreis Frankenberg
- ab 1933: Deutsches Reich, Freistaat Preußen, Provinz Hessen-Nassau, Regierungsbezirk Kassel, Landkreis Frankenberg
- ab 1944: Deutsches Reich, Freistaat Preußen, Provinz Kurhessen, Landkreis Frankenberg
- ab 1945: Amerikanische Besatzungszone, Groß-Hessen, Regierungsbezirk Kassel, Landkreis Frankenberg
- ab 1949: Bundesrepublik Deutschland, Land Hessen (seit 1946), Regierungsbezirk Kassel, Landkreis Frankenberg
- am 1. Januar 1974: als Stadtteil in die Stadt Battenberg (Eder) eingemeindet
- ab 1974: Bundesrepublik Deutschland, Land Hessen, Regierungsbezirk Kassel, Landkreis Waldeck-Frankenberg

### Einwohnerentwicklung
| • 1577: | 040 Hausgesesse          |
| • 1712: | 035 Haushaltungen        |
| • 1791: | 248 Einwohner            |
| • 1800: | 248 Einwohner            |
| • 1806: | 277 Einwohner, 42 Häuser |
| • 1829: | 286 Einwohner, 48 Häuser |

| Frohnhausen: Einwohnerzahlen von 1791 bis 2015 | Frohnhausen: Einwohnerzahlen von 1791 bis 2015 | Frohnhausen: Einwohnerzahlen von 1791 bis 2015 | Frohnhausen: Einwohnerzahlen von 1791 bis 2015 | Frohnhausen: Einwohnerzahlen von 1791 bis 2015 |
| --- | ---------------------------------------------- | ---------------------------------------------- | ---------------------------------------------- | ---------------------------------------------- |
| Jahr |                                                |                                                |                                                | Einwohner                                      |
| 1791 | 1791                                           |                                                | 248                                            | 248                                            |
| 1800 | 1800                                           |                                                | 248                                            | 248                                            |
| 1806 | 1806                                           |                                                | 277                                            | 277                                            |
| 1829 | 1829                                           |                                                | 286                                            | 286                                            |
| 1834 | 1834                                           |                                                | 343                                            | 343                                            |
| 1840 | 1840                                           |                                                | 354                                            | 354                                            |
| 1846 | 1846                                           |                                                | 409                                            | 409                                            |
| 1852 | 1852                                           |                                                | 390                                            | 390                                            |
| 1858 | 1858                                           |                                                | 402                                            | 402                                            |
| 1864 | 1864                                           |                                                | 385                                            | 385                                            |
| 1871 | 1871                                           |                                                | 375                                            | 375                                            |
| 1875 | 1875                                           |                                                | 385                                            | 385                                            |
| 1885 | 1885                                           |                                                | 376                                            | 376                                            |
| 1895 | 1895                                           |                                                | 350                                            | 350                                            |
| 1905 | 1905                                           |                                                | 336                                            | 336                                            |
| 1910 | 1910                                           |                                                | 335                                            | 335                                            |
| 1925 | 1925                                           |                                                | 348                                            | 348                                            |
| 1939 | 1939                                           |                                                | 357                                            | 357                                            |
| 1946 | 1946                                           |                                                | 518                                            | 518                                            |
| 1950 | 1950                                           |                                                | 518                                            | 518                                            |
| 1956 | 1956                                           |                                                | 477                                            | 477                                            |
| 1961 | 1961                                           |                                                | 481                                            | 481                                            |
| 1967 | 1967                                           |                                                | 488                                            | 488                                            |
| 1980 | 1980                                           |                                                | ?                                              | ?                                              |
| 1990 | 1990                                           |                                                | ?                                              | ?                                              |
| 2000 | 2000                                           |                                                | ?                                              | ?                                              |
| 2011 | 2011                                           |                                                | 405                                            | 405                                            |
| 2015 | 2015                                           |                                                | 278                                            | 278                                            |
| Datenquelle: Historisches Gemeindeverzeichnis für Hessen: Die Bevölkerung der Gemeinden 1834 bis 1967. Wiesbaden: Hessisches Statistisches Landesamt, 1968. Weitere Quellen: ; Zensus 2011 |                                                |                                                |                                                |                                                |

### Religionszugehörigkeit
| • 1829: | 286 evangelische (= 100 %) Einwohner                                |
| • 1885: | 373 evangelische (= 99,20 %), 3 katholische (= 0,80 %) Einwohner    |
| • 1961: | 363 evangelische (= 75,47 %), 118 katholische (= 24,53 %) Einwohner |

## Wappen
Das seit dem Dorfjubiläum im Jahr 2008 bei Festen und Jubiläen verwendete Ortswappen zeigt ein geschachtetes Kreuz mit Ranken. Es ist an das Wappen der im 13. und 14. Jahrhundert nachweisbaren Adeligen von Frohnhausen angelehnt, die Burgmannen in Battenberg waren und Güter in und um Frohnhausen besaßen.